# Far l'amore
Far l'amore è un singolo del 2011 di Bob Sinclar, remix del brano A far l'amore comincia tu, portato al successo da Raffaella Carrà nel 1976.

## Descrizione
Il brano è remixato da Bob Sinclar sul cantato tratto dalla canzone di Raffaella Carrà, scritta da Daniele Pace e Gianni Boncompagni con musica composta da  Franco Bracardi e Boncompagni.
All'ottava settimana dalla sua pubblicazione il singolo ha raggiunto la sesta posizione della classifica ufficiale FIMI e a fine 2011 risulterà il 33° più venduto in Italia. Riuscirà ad entrare anche in diverse classifiche europee.
Grazie al ritmo dance, insieme a On the Floor, Danza kuduro e Mr. Saxobeat è stato uno dei tormentoni estivi del 2011.
Dopo il successo internazionale Far l'amore viene utilizzata come colonna sonora degli spot pubblicitari della TIM, dove compare anche la Carrà nei panni di Isabella di Castiglia, oltre a Neri Marcorè (Cristoforo Colombo) e Bianca Balti nel ruolo del pirata scamiciato.

Il singolo è stato utilizzato nel quiz Avanti un altro! dal 5 settembre (giorno della prima puntata) al 21 novembre 2011, quando è stato sostituito da Ricordati che devi morire di Luca Laurenti. È stato poi inserito nell'album Disco Crash di Bob Sinclar.
Nel 2013 la canzone viene utilizzata come colonna sonora a una delle prime, lunghe scene di ballo sfrenato nel film La grande bellezza di Paolo Sorrentino.
In seguito alla scomparsa della showgirl il brano è diventato la sua collaborazione più riprodotta su Spotify con oltre dieci milioni di streaming.

## Video musicale
Il video è stato pubblicato a maggio del 2011 è stato girato nella Milano gay e modaiola, e vede come protagonisti Bob Sinclar e Caterina Murino che cercano disperatamente di andare al Ristorante Gold, in Piazza Risorgimento, al party organizzato da "Domenico e Stefano" (gli stilisti italiani Dolce & Gabbana), ma vengono dirottati per la città da un tassista (Riccardo Magherini) non avvezzo a girare in Milano. Il video termina con finale romantico.

## Tracce
Bob Sinclar featuring Raffaella Carrà
- Far l'amore - CD singolo picture disc (X-Energy / Universal Music X 12352.11) e Download digitale

1. Far l'amore (Radio Edit) – 3:02
2. Far l'amore (Club Mix) – 6:25

- Far l'amore - The Remixes - CD picture disc (X-Energy / Universal Music XR 12352.11)

1. Far l'amore (Radio Edit) – 3:02
2. Far l'amore (Club Mix) – 6:25
3. Far l'amore (Rudeejay Remix) – 5:40
4. Far l'amore (Nari & Milani Remix) – 6:04
5. Far l'amore (Michael Calfan Remix) – 5:32
6. Far l'amore (Stefano Pain vs. Marcel Booty Remix) – 5:54
7. Far l'amore (Bryan Le Grand Ibiza Mix) – 6:03
8. Far l'amore (Federico Scavo & NDKJ Remix) – 5:20

Durata totale: 44:00
- Far l'amore - 12" maxi singolo 33 giri picture disc (X-Energy / Universal Music X 12352)

Lato A
1. Far l'amore (Club Mix) – 6:25
2. Far l'amore (Rudeejay Remix) – 5:40

Lato B
1. Far l'amore (Nari & Milani Remix) – 6:04
2. Far l'amore (Michael Calfan Remix) – 5:32

Durata totale: 23:41

## Formazione
- Bob Sinclar- tastiera, remix, produttore, arrangiamento, registrazione e mixaggio
- Raffaella Carrà - voce
- Carmelo Carucci - tastiera
- Giorgio Cocilovo - chitarra

## Classifiche

### Classifiche settimanali
| Classifica (2011-12) | Posizione massima |
| -------------------- | ----------------- |
| Austria              | 23                |
| Belgio (Fiandre)     | 15                |
| Belgio (Vallonia)    | 7                 |
| Cile                 | 68                |
| Francia              | 26                |
| Germania             | 46                |
| Italia               | 6                 |
| Paesi Bassi          | 16                |
| Repubblica Ceca      | 15                |
| Spagna               | 7                 |
| Svizzera             | 16                |
| Ucraina              | 29                |

### Classifiche di fine anno
| Classifica (2011) | Posizione |
| ----------------- | --------- |
| Belgio (Fiandre)  | 78        |
| Belgio (Vallonia) | 27        |
| Francia           | 79        |
| Svizzera          | 75        |
| Ucraina           | 97        |